# Färgelanda kommun
Färgelanda kommun är en kommun i Västra Götalands län, i före detta Älvsborgs län. Centralort är Färgelanda.

## Administrativ historik
Kommunens område motsvarar socknarna Färgelanda, Högsäter, Järbo, Lerdal, Råggärd, Rännelanda, Torp och Ödeborg. I dessa socknar bildades vid kommunreformen 1862 landskommuner med motsvarande namn. 
Vid kommunreformen 1952 bildades i området tre så kallade storkommuner: Högsäter (av Högsäter, Järbo, Lerdal, Råggärd och Rännelanda), Färgelanda (oförändrad) och Ödeborg (av  Torp, Valbo-Ryr och Ödeborg). 
1967 upplöstes och delades Ödeborgs landskommun och Torps och Ödeborgs församlingar införlivades med Färgelanda landskommun medan Valbo-Ryrs församling fördes till Munkedals landskommun. 1971 infördes enhetlig kommuntyp och Färgelanda landskommun ombildades till Färgelanda kommun. 1974 införlivades Högsäters kommun och kommunen fick därmed sin nuvarande omfattning.
Kommunen ingår sedan bildandet i Vänersborgs tingsrätts domsaga.

## Geografi
Kommunen är belägen i sydvästra delen av landskapet Dalsland och gränsar i norr till Dals-Eds kommun och Bengtsfors kommun, i öster till Melleruds kommun och Vänersborgs kommun, alla i före detta Älvsborgs län. I söder gränsar kommunen till Uddevalla kommun och i väster till Munkedals kommun, båda i före detta Göteborgs och Bohus län. 

### Topografi och hydrografi
Nedan presenteras andelen av den totala ytan 2020 i kommunen jämfört med riket.
|  | Bebyggelse (3,6 %) |

|  | Skog (67,1 %) |

|  | Öppen myrmark (4,0 %) |

|  | Jordbruksmark (17,9 %) |

|  | Övrig mark (7,5 %) |

|  | Bebyggelse (3,1 %) |

|  | Skog (68,0 %) |

|  | Öppen myrmark (7,2 %) |

|  | Jordbruksmark (7,4 %) |

|  | Övrig mark (14,3 %) |

### Administrativ indelning
Fram till 2016 var kommunen för befolkningsrapportering indelad i Färgelanda församling, Högsäters församling, Järbo-Råggärds församling och Rännelanda-Lerdals församling.

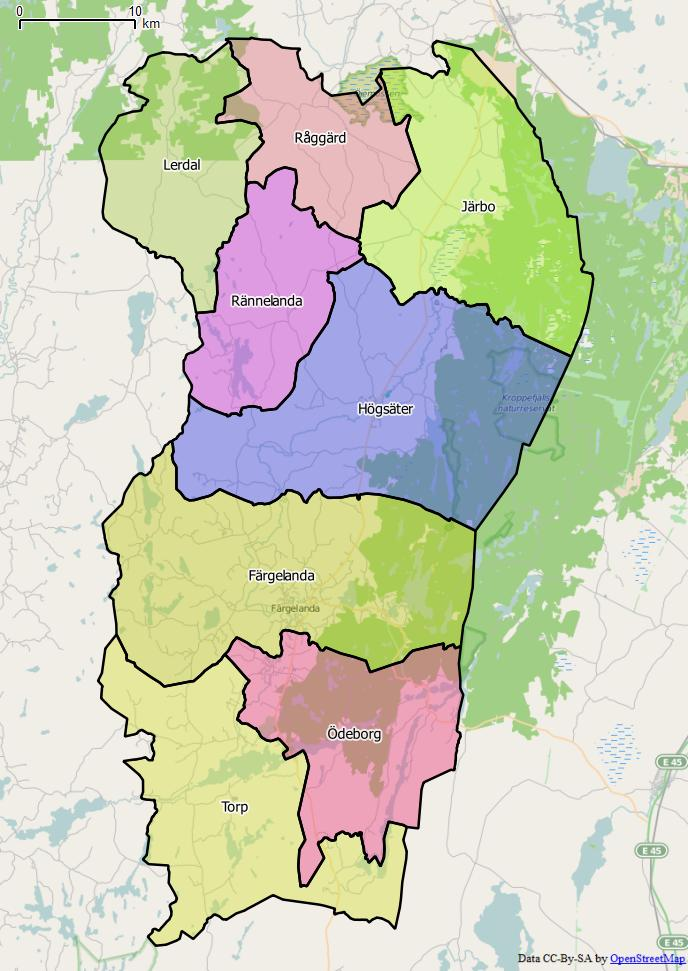
Distrikt (socknar) inom Färgelanda kommun

Från 2016 indelas kommunen i följande distrikt, vilka motsvarar socknarna:

- Färgelanda
- Högsäter
- Järbo
- Lerdal
- Råggärd
- Rännelanda
- Torp
- Ödeborg

### Tätorter
Vid Statistiska centralbyråns tätortsavgränsning den 31 december 2015 fanns det fyra tätorter i Färgelanda kommun.
| Nr | Tätort     | Folkmängd |
| -- | ---------- | --------- |
| 1  | Färgelanda | 1 986     |
| 2  | Högsäter   | 715       |
| 3  | Ödeborg    | 589       |
| 4  | Stigen     | 463       |

Centralorten är i fet stil.

## Styre och politik

### Styre
Kommunen styrdes under mandatperioden 2014–2018 av Socialdemokraterna, Liberalerna och Vänsterpartiet. Efter valresultatet var det ett minoritetsstyre, men då två av Sverigedemokraternas mandat blev obesatta så fick styret en majoritet av mandaten i kommunfullmäktige. Efter valet 2018 tog ett borgerligt styre makten, i form av Centerpartiet, Moderaterna och Liberalerna. Socialdemokraterna, Moderaterna och Liberalerna styrde kommunen tillsammans efter valet 2022, fram till att M lämnade styret 2024.
| 1994–1998 | S | M  | FP | KD |
| 1998–2002 | S | C  | FP | KD |
| 2002–2006 | S | FP | KD |    |
| 2006–2009 | C | M  | FP | KD |
| 2009–2010 | – |    |    |    |
| 2010–2014 | C | M  | KD |    |
| 2014–2018 | S | L  | V  |    |
| 2018–2022 | C | M  | L  |    |
| 2022–2024 | S | M  | L  |    |
| 2024–2026 | S | L  |    |    |

Källa: 

### Kommunfullmäktige

#### Presidium
| Presidium 2022–2026   | Presidium 2022–2026 | Presidium 2022–2026 |
| --------------------- | ------------------- | ------------------- |
| Ordförande            | L                   | Kenneth Carlsson    |
| Vice ordförande       | S                   | Kerstin Fredriksson |
| Andre vice ordförande | C                   | Faraah Mohammud     |

#### Mandatfördelning 1970–2022
Antalet mandat i kommunfullmäktige var 30 i valet 1970 och 35 från valet 1973 till och med valet 2010. Från valet 2014 minskades antalet mandat till 31. Inget parti har någonsin haft egen majoritet i Färgelanda kommunfullmäktige. Största parti har varit Socialdemokraterna i valet 1970 och i valen 1985–2014. Centerpartiet var största parti i valen 1973–1982 samt i valet 2018, medan Sverigedemokraterna blev störst 2022. I valen 1970 till och med 2010 fick de borgerliga partierna sammanlagt mer än hälften av rösterna.

Sex av åtta av Sveriges riksdagspartier finns representerade i fullmäktige. Miljöpartiet fanns representerade i fullmäktige efter valen 1985, 1988 och 2010 men har saknat representation sen dess. Socialdemokraterna, Centerpartiet, Folkpartiet/Liberalerna och Moderaterna har haft mandat i fullmäktige sedan 1970 och Kristdemokraterna sitter i fullmäktige sedan valet 1991. Vänsterpartiet fick sina första mandat i valet 1998, men åkte ur fullmäktige i samband med 2022 års val.
| 14 | 10 | 2 | 4 |

| 29 |

| 11 | 2 | 16 | 2 | 4 |

| 30 | 5 |

| 12 | 17 | 2 | 4 |

| 29 | 6 |

| 13 | 15 | 2 | 5 |

| 29 | 6 |

| 13 | 14 | 2 | 6 |

| 29 | 6 |

| 13 |  | 12 | 3 | 6 |

| 28 | 7 |

| 13 | 3 | 12 | 3 | 4 |

| 25 | 10 |

| 12 | 10 | 5 | 2 | 6 |

| 24 | 11 |

| 15 | 12 | 3 |  | 4 |

| 21 | 14 |

| 3 | 12 | 11 | 3 | 3 | 3 |

| 18 | 17 |

| 2 | 13 | 8 | 4 | 2 | 6 |

| 22 | 13 |

| 2 | 12 |  | 10 | 4 | 2 | 4 |

| 22 | 13 |

| 2 | 10 |  | 2 | 8 | 2 | 3 | 7 |

| 22 | 13 |

|  | 11 | 5 | 7 | 2 | 2 | 3 |

| 17 |  | 12 |

|  | 8 | 7 | 10 | 2 | 3 |

| 17 | 14 |

| 8 | 11 | 6 | 2 |  | 3 |

| 18 | 13 |

### Nämnder

#### Kommunstyrelse
Totalt har kommunstyrelsen 11 ledamöter, varav Socialdemokraterna och Sverigedemokraterna har tre vardera, två tillhör Centerpartiet, medan Moderaterna, Liberalerna och Kristdemokraterna har en ledamot vardera.
| Presidium 2022–2026 | Presidium 2022–2026 | Presidium 2022–2026 |
| ------------------- | ------------------- | ------------------- |
| Ordförande          | S                   | Ulla Börjesson      |
| Vice ordförande     | SD                  | Christoffer Wallin  |

#### Lista över kommunstyrelsens ordförande
| Namn | Namn                | Från     | Till     | Politisk tillhörighet |
| ---- | ------------------- | -------- | -------- | --------------------- |
|      | Ann-Marie Jacobsson | 2006     | maj 2009 | Centerpartiet         |
|      | Vakant              | maj 2009 | 2010     | Vakant                |
|      | Peter Johansson     | 2010     | 2014     | Kristdemokraterna     |
|      | Ulla Börjesson      | 2014     | 2018     | Socialdemokraterna    |
|      | Tobias Bernhardsson | 2018     | 2021     | Centerpartiet         |
|      | Ann Blomberg        | 2021     | 2022     | Centerpartiet         |
|      | Ulla Börjesson      | 2022     |          | Socialdemokraterna    |

#### Övriga nämnder
| Nämnder 2022–2026       | Ordförande | Ordförande         | Vice ordförande | Vice ordförande    | Andre vice ordförande | Andre vice ordförande |
| ----------------------- | ---------- | ------------------ | --------------- | ------------------ | --------------------- | --------------------- |
| Bygg- och trafiknämnden | S          | Lilian Borg-Hansen | SD              | Jörgen Johannesson |                       |                       |
| Socialnämnden           | L          | Håkan Gusteus      | S               | Edgardo Varas Olmo | SD                    | Christoffer Wallin    |
| Utbildningsnämnden      | S          | Tommy Larsson      | SD              | Hanna Clemens      |                       |                       |
| Valnämnden              | C          | Mats Hallsten      | S               | Urban Henriksson   |                       |                       |

## Ekonomi och infrastruktur

### Näringsliv
Färgelanda kommun domineras till stor del av jordbruksbygd, men har även en betydande industriell närvaro. Jordbruk och industri står för 11 respektive 25 procent av arbetstillfällena i kommunen. Småföretag präglar näringslivet, där plastindustrin utmärker sig som den största branschen. Plastindustrin producerar plastdetaljer för bilindustrin.

### Infrastruktur

#### Transporter
I nord-sydlig riktning genomkorsas kommunen av länsväg 172 varifrån länsväg 173 tar av åt öster i Färgelanda. Västtrafik har busstrafik längs dessa vägar. Järnväg finns sedan 1960-talet inte i kommunen.

## Befolkning

### Befolkningsutveckling
Kommunen har 6 376 invånare (31 december 2024), vilket placerar den på 257:e plats avseende folkmängd bland Sveriges kommuner.
| Befolkningsutvecklingen i Färgelanda kommun 1970–2020 | Befolkningsutvecklingen i Färgelanda kommun 1970–2020 | Befolkningsutvecklingen i Färgelanda kommun 1970–2020 | Befolkningsutvecklingen i Färgelanda kommun 1970–2020 | Befolkningsutvecklingen i Färgelanda kommun 1970–2020 |
| ----------------------------------------------------- | ----------------------------------------------------- | ----------------------------------------------------- | ----------------------------------------------------- | ----------------------------------------------------- |
|                                                       |                                                       |                                                       |                                                       |                                                       |
| År                                                    |                                                       |                                                       | Folkmängd                                             |                                                       |
| 1970                                                  | 1970                                                  |                                                       | 6 285                                                 |                                                       |
| 1975                                                  | 1975                                                  |                                                       | 6 903                                                 |                                                       |
| 1980                                                  | 1980                                                  |                                                       | 7 373                                                 |                                                       |
| 1985                                                  | 1985                                                  |                                                       | 7 411                                                 |                                                       |
| 1990                                                  | 1990                                                  |                                                       | 7 580                                                 |                                                       |
| 1995                                                  | 1995                                                  |                                                       | 7 420                                                 |                                                       |
| 2000                                                  | 2000                                                  |                                                       | 7 020                                                 |                                                       |
| 2005                                                  | 2005                                                  |                                                       | 6 824                                                 |                                                       |
| 2010                                                  | 2010                                                  |                                                       | 6 654                                                 |                                                       |
| 2015                                                  | 2015                                                  |                                                       | 6 495                                                 |                                                       |
| 2020                                                  | 2020                                                  |                                                       | 6 658                                                 |                                                       |

## Kultur

### Kommunvapen
Blasonering: I silver en svart fyrkantsharv med dragring i övre vänstra och nedre högra hörnet.
När kommunen var färdigbildad övertog man Valbo härads vapen, som 1968 hade fastställts av Kungl. Maj:t. Det registrerades för kommunen i PRV 1980. Vapenbilden kommer från ett häradssigill.